# Štrpce
Štrpce ou Shtërpcë (em albanês:  Shtërpcë ou Shtërpca; em sérvio:  Штрпце / Štrpce) é uma cidade e município no distrito de Ferizaj, no Kosovo.

## Geografia

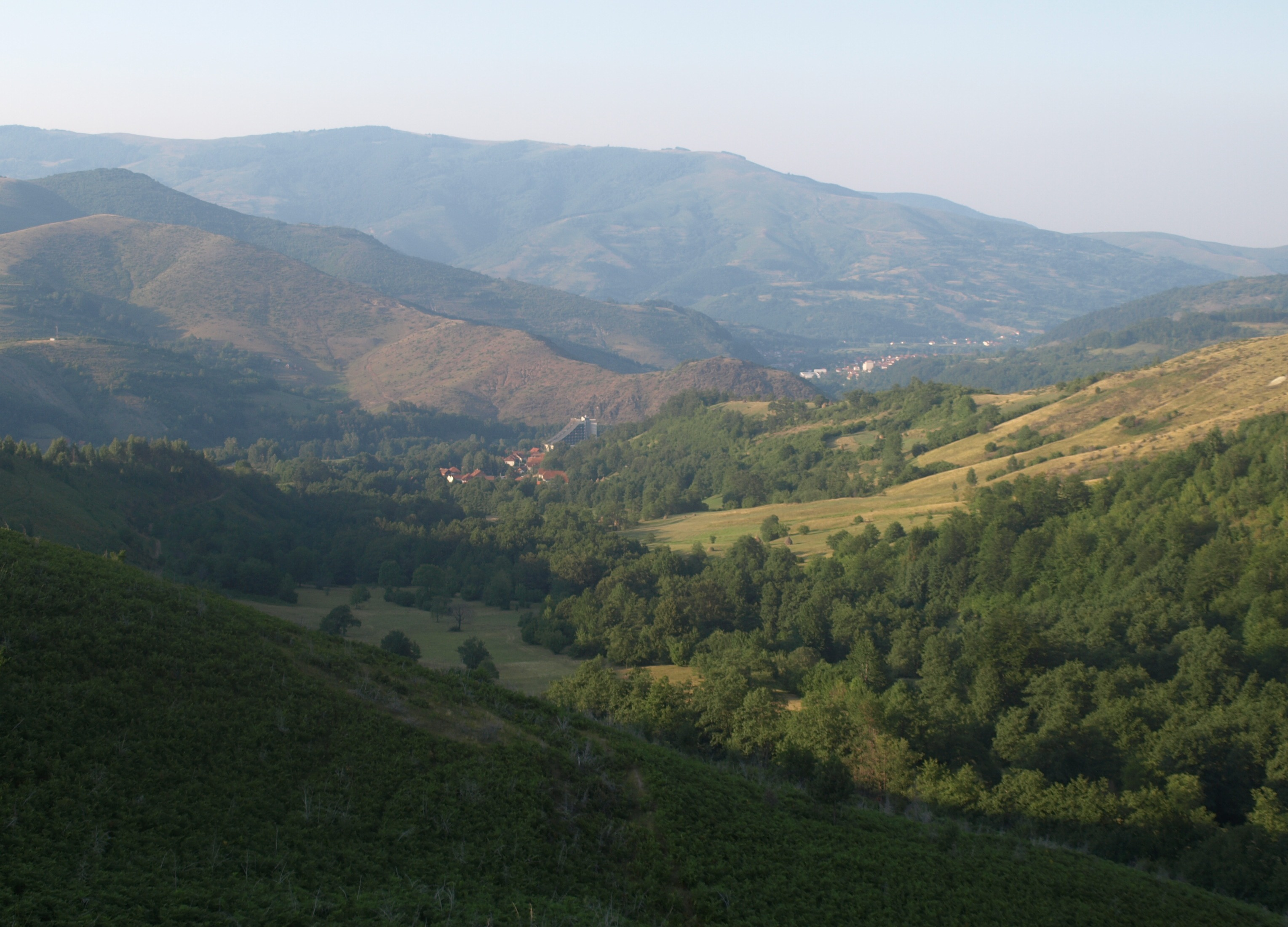
Estância de esqui Brezovica e a cidade de Štrpce.

O município de Štrpce cobre uma superfície de 247,36 quilômetros quadrados. Está localizado no lado nordeste das Montanhas Sharri, também conhecidas como o vale de Sirink que é a superfície superior da bacia do rio Lepenc. A população total que vive no território do município é de cerca de 13,812. Destes, 10.451 são sérvios do Kosovo e 3.341 são albaneses, enquanto 20 são ciganos. A densidade populacional é de 50 pessoas por quilômetro quadrado. O município é cercado por altas montanhas, onde o pico mais alto atinge 2500 metros (o pico da Luboten). Estas montanhas são novas, com faixas e cumes difíceis. É reconhecido como um lugar apropriado para o desenvolvimento do turismo.